# Tài nguyên rừng
Tài nguyên rừng là một phần của tài nguyên thiên nhiên, thuộc loại tài nguyên tái tạo được. Nhưng nếu sử dụng không hợp lý, tài nguyên rừng có thể bị suy thoái không thể tái tạo lại. Tài nguyên rừng có vai trò rất quan trọng đối với khí quyển, đất đai, mùa màng, cung cấp các nguồn gen động thực vật quý hiếm cùng nhiều lợi ích khác. Rừng giúp điều hòa nhiệt độ, nguồn nước và không khí. Con người có thể sử dụng tài nguyên thiên nhiên này để khai thác, sử dụng hoặc chế biến ra những sản phẩm phục vụ cho nhu cầu đời sống. Ở những vùng khí hậu khác nhau thì tài nguyên rừng cũng khác nhau.
Tỉ lệ đất có rừng che phủ của mỗi quốc gia là một chỉ tiêu đánh giá chất lượng môi trường quan trọng. Diện tích đất có rừng của một quốc gia tối ưu phải đạt 45% tổng diện tích.
Hiện hơn một nửa tài nguyên rừng trên thế giới đang bị phá hủy nghiêm trọng và hơn 30% đang bị suy thoái, trong khi đó trên một tỉ người nghèo đang sống chủ yếu dựa vào tài nguyên rừng. Nguyên nhân của tình trạng trên do ý  thức bảo vệ tài nguyên của người dân còn kém, do đời sống thúc bách nhưng một phần không nhỏ là do chưa có những chế tài đủ mạnh để giáo dục, răn đe và xử phạt nghiêm khắc hành vi phá rừng ở một số quốc gia.